# کفشک باله‌نواری
کفشک باله‌نواری (نام علمی: Azygopus pinnifasciatus) نام یک گونه از راسته کفشک‌ماهی است.